# 런던 위생 열대의학 대학원
런던 위생 열대의학 대학원(London School of Hygiene & Tropical Medicine, LSHTM)
또는 런던 보건대학원은 영국 런던에 위치한 공립 연구중심 대학교이다.

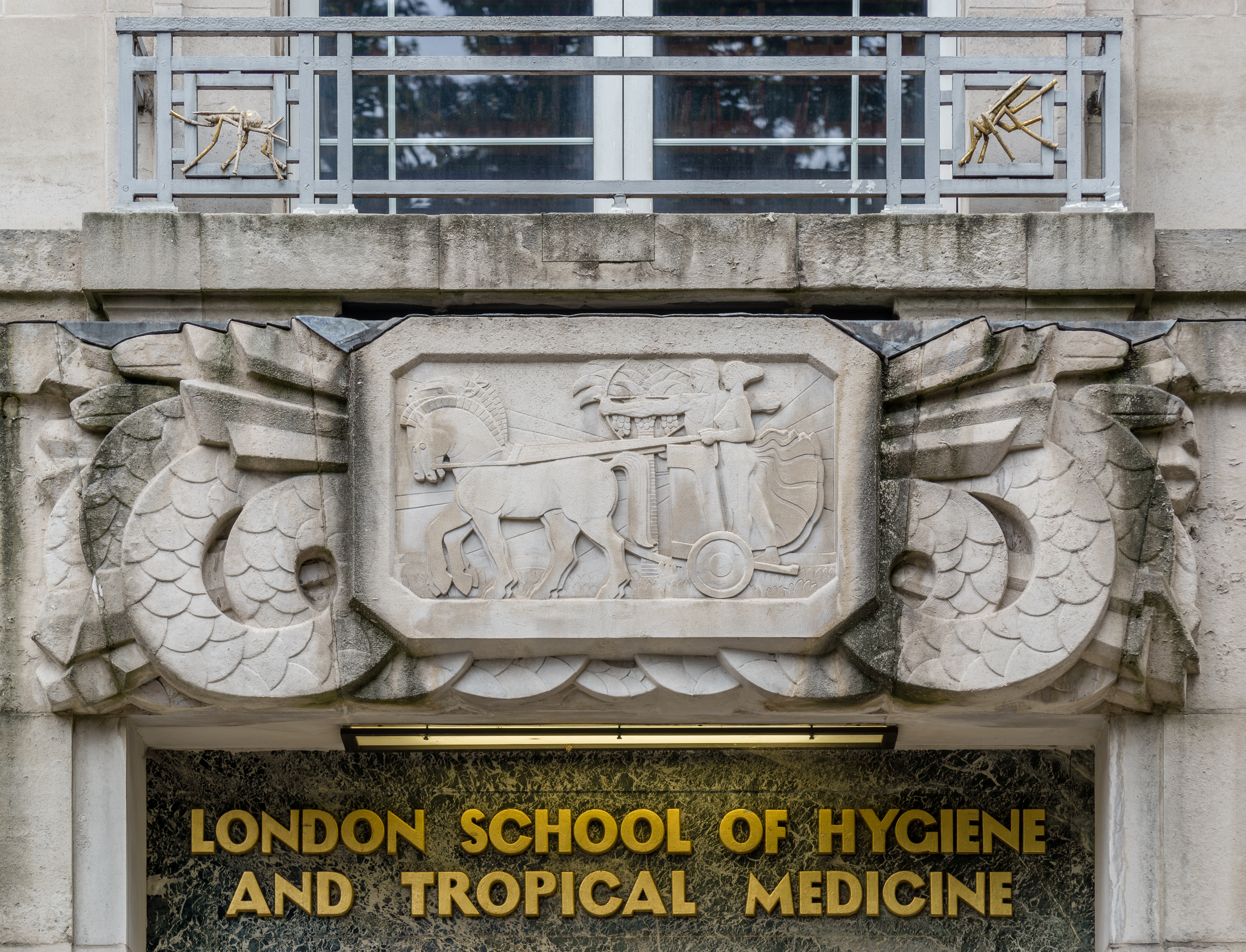
런던 보건대학원 입구